# 武田芳明
武田 芳明（たけだ よしあき、1951年6月29日 - ）は、日本のジャーナリスト、実業家。東日印刷社長。

## 経歴
1970年福岡県立修猷館高等学校を経て、創価大学を卒業。
1975年毎日新聞社に入社。記者となり、西部本社を振り出しに、東京本社社会部時代は警視庁や司法を担当。薬害エイズ事件報道でも特ダネを多くものにした。2009年6月執行役員北海道支社長、2010年4月常務執行役員北海道支社長、2010年6月常務執行役員グループ戦略本部長、2011年6月取締役東京本社副代表、2013年4月取締役東京本社代表、2014年6月常務取締役管理統括・東京本社代表を経て、2015年6月専務取締役管理統括・東京本社代表に就任。
2011年6月には毎日新聞グループホールディングス取締役にも就任。2017年6月東日印刷代表取締役社長に就任。2024年6月同代表取締役会長に就任。